# Heinrich Weber (Physiker)
Heinrich Weber (* 1. Januar 1839 in Leipzig; † 5. Mai 1928 in Braunschweig) war ein deutscher Physiker.

## Leben
Heinrich Weber, Sohn des Physiologen Ernst Heinrich Weber, jüngerer Bruder des Mediziners Theodor Weber, wandte sich nach abgelegtem Abitur den Studien der Naturwissenschaften, Physik sowie Mathematik an der Georg-August-Universität Göttingen zu, 1863 wurde er an der Universität Leipzig zum Dr. phil. promoviert.
Heinrich Weber habilitierte sich zwei Jahre später als Privatdozent für Physik in Göttingen, im darauffolgenden Jahr wurde ihm die Professur für dieses Fach an der Herzoglichen Technischen Hochschule Carolo-Wilhelmina übertragen, die er bis zu seiner Emeritierung 1906 innehielt.
Der zum Geheimen Hofrat ernannte Heinrich Weber, der unter anderem eine Lebensskizze seines Onkels Wilhelm Eduard Weber veröffentlichte, erschienen 1893, wurde am 8. Januar 1901 (Matrikel-Nr. 3145) als ordentliches Mitglied in die Deutsche Akademie der Naturforscher Leopoldina aufgenommen. Er verstarb 1928 vier Monate nach Vollendung seines 89. Lebensjahres in Braunschweig.

## Publikationen (Auswahl)
- Königliche Gesellschaft der Wissenschaften zu Göttingen (Hrsg.): Wilhelm Weber’s Werke. Galvanismus und Elektrodynamik. Dritter Band, 1. Theil, Julius Springer, Berlin 1893 (Archive)
- Über die Bestimmung des galvanischen Widerstandes der Metalldrähte aus ihrer Erwärmung durch den galvanischen Strom nach absolutem Maße. (Dissertation). Johann Ambrosius Barth, Leipzig 1863, OCLC 3722304.
- Elektrodynamik: Mit Berücksichtigung der Thermoelektricität, der Elektrolyse und der Thermochemie. F. Vieweg und Sohn, Braunschweig 1889, OCLC 9602520.